# Hobo Gadget Band
Pour plus de détails, voir Fiche technique et Distribution.
Hobo Gadget Band est un cartoon Merrie Melodies réalisé par Ben Hardaway et Cal Dalton en 1939.